# Торі (волость)
То́рі (ест. Tori vald) — волость в Естонії, адміністративна одиниця повіту Пярнумаа.

## Географічні дані
Площа волості — 282,1 км2, чисельність населення на 1 січня 2017 року становила 2246 осіб.

## Населені пункти
Адміністративний центр — селище Торі (Tori alevik).
На території волості також розташовані 20 сіл (küla):
Аесоо (Aesoo), Виллі (Võlli), Елбі (Elbi), Йиесуу (Jõesuu), Кирса (Kõrsa), Кілдемаа (Kildemaa), Куйару (Kuiaru), Леві (Levi), Маннаре (Mannare), Мурака (Muraka), Муті (Muti), Ооре (Oore), Пійстаоя (Piistaoja), Рандівялья (Randivälja), Рійза (Riisa), Рятсепа (Rätsepa), Селья (Selja), Таалі (Taali), Тогера (Tohera), Урумар'я (Urumarja).

## Історія

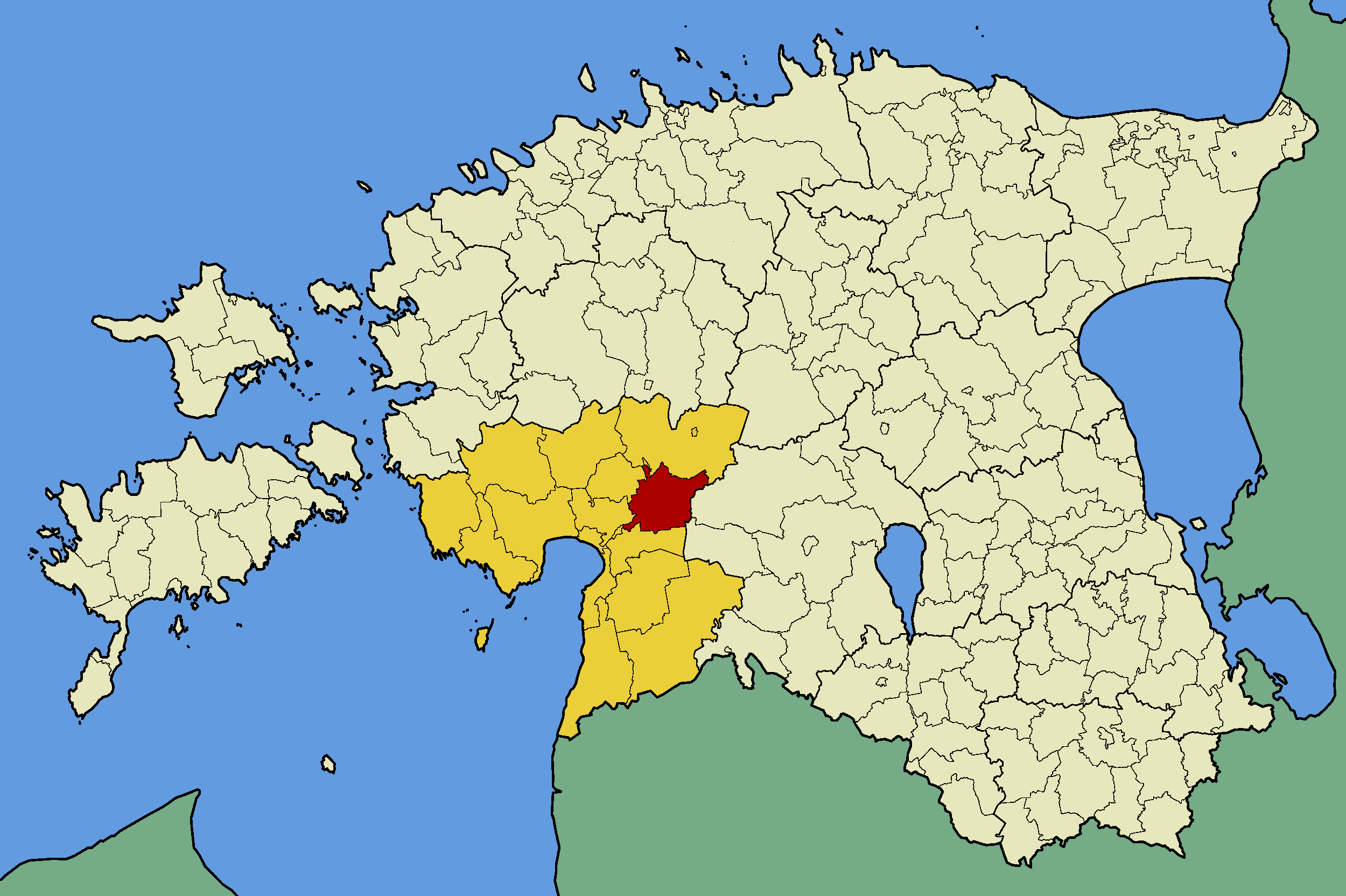
Волость Торі до реформи 2017 року

Назва приходу Торі (Tori kihelkond) вперше згадується в документах у 1544 році.
19 грудня 1991 року Торіська сільська рада була перетворена у волость зі статусом самоврядування.